# 417955 Mallama
417955 Mallama este o planetă minoră (asteroid) din Outer Main Belt⁠(d). A fost descoperită pe 14 octombrie 2007 la  de . 
Obiectul prezintă o orbită caracterizată de o semiaxă mare de 3,4391369753634 UAi, o excentricitate de 0,095277766876661, o înclinație de 8,6075219246266 ° în raport cu ecliptica.